# Eline Jurg
Eline Jurg (Rotterdam, 30 mei 1973) is een Nederlandse bobsleester.
Eline Jurg is actief in de bobsleesport sinds 1996 en nam actief deel aan internationale wedstrijden vanaf 1999. Ze is een stuurder in een tweemansbob en maakt haar afdaling doorgaans met Christel Bertens.
Tijdens de Olympische Winterspelen 2002 in Salt Lake City deden Jurg en Nannet Kiemel, gecoacht door Harald Czudaj voor het eerst mee aan de Olympische Spelen. Ondanks dat ze vooraf getipt werden als outsiders voor een medaille, konden ze hier niet aan voldoen. Jurg en Kiemel behaalden in 2002 in 6e plaats. In het seizoen 2005/2006 kwalificeerde Nederland zich al snel met twee vrouwenbobs voor de Olympische Winterspelen 2006 in Turijn.
De samenstelling van de bobs was echter nog niet bekend. Ilse Broeders en Eline Jurg waren de enige stuurders en dus verzekerd van een plaatsje in een bob. Om te bepalen welke remmers er mee zouden gaan, werd er in januari 2006 een startwedstrijd georganiseerd in het Duitse Oberhof. Christel Bertens werd het grootste slachtoffer. De vaste remster van Eline Jurg eindigde als vierde achter Jeannette Pennings, Kitty van Haperen en Urta Rozenstruik. In de voorloop naar en in Turijn werd Jurg gecoacht door Rob Geurts.
Jurg vormde in Turijn een duo met Van Haperen en Broeders ging aan de slag met Pennings. Rozenstruik kon vanaf de zijlijn slechts toekijken. Mede door de crash die Broeders/Pennings meemaakten in de eerste run en daarmee hun toernooi niet konden voortzetten werden Jurg/Van Haperen uit hun concentratie gehaald, waardoor de prestaties ietwat tegenvielen. Een top zes notering was vooraf het doel, uiteindelijk werd dit na vier runs een elfde plaats.
Sinds enige jaren is Eline actief als Development Coach voor de internationale bob- en skeletonfederatie FIBT.
Eline Jurg, die een ALO-opleidingsachtergrond heeft, is in het dagelijks leven P&O-adviseur bij PON Automotive Retail.